# Ulysses (Kansas)
Ulysses es una ciudad ubicada en el condado de Grant en el estado estadounidense de Kansas. En el año 2010 tenía una población de 6161 habitantes y una densidad poblacional de 810,66 personas por km².

## Geografía
Ulysses se encuentra ubicada en las coordenadas 37°34′48″N 101°21′27″O / 37.58000, -101.35750 (37.580055, -101.357532).

## Demografía
Según la Oficina del Censo en 2000 los ingresos medios por hogar en la localidad eran de $42,675 y los ingresos medios por familia eran $47,734. Los hombres tenían unos ingresos medios de $36,688 frente a los $22,017 para las mujeres. La renta per cápita para la localidad era de $17,079. Alrededor del 10.2% de la población estaban por debajo del umbral de pobreza.

## Historia
La ciudad de Ulysses, llamada así en honor al presidente estadounidense Ulysses S. Grant, fue fundada en junio de 1885, a poco más de tres kilómetros al este de la actual ubicación. 
La ciudad creció rápidamente, a fines del siglo XIX, entre su fundación y 1889, contaba con cuatro hoteles varios  restaurantes, un banco, una escuela, una iglesia, y dos periódicos. A raíz de tal desarrollo, en febrero de 1888, la Corte Suprema de Kansas declaró a Ulysses sede temporal del condado de Grant. 
A mediados de 1889 la region fue afectada por una gran sequía y esto afectó a la prosperidad de la comunidad que contaba con mil quinientos habitantes. A principios de 1900, Ulysses era la última ciudad superviviente del condado de Grant y, en 1906, se había convertido en una aldea de un centenar de personas. Así, en febrero de 1909, los primeros residentes de Ulysses comenzaron a trasladar los restos de la ciudad a su ubicación actual.

### La mudanza
La antigua ciudad de Ulises había emitido bonos de deuda a fin de financiar mejorar urbanas, sin embargo, a medida que la sequía golpeaba a la comunidad y se despoblaba la urbe, fue imposible rescatarlos. Esto generó una deuda de más de ochenta mil dólares de la época (,as de dos millones y medio de dólares a valores de 2024) y ante la insolvencia, algunos de los tenedores entablaron demandas que, acogidas por los tribunales, ahogaron la economía del pueblo. El consejo de la ciudad aumentó los impuestos, pero esto terminó por hacer colapsar a las cuentas públicas. 
En 1908, los ciudadanos de Ulysses decidieron abandonar el lugar y trasladar la ciudad a un nuevo emplazamiento. La ciudad se mudó a unos tres kilómetros al oeste y compraron una cuarta parte del terreno que fue cedido a New Ulysses Town Company. Después de que se inspeccionó el terreno para un nuevo sitio para la ciudad, la ciudad comenzó la mudanza. La mudanza comenzó el primero de febrero de 1909 y continuó durante aproximadamente tres meses. Se utilizaron patines para mover los edificios más grandes y los más pequeños se cargaron en vagones. Se utilizaban caballos de fuerza para mover las cargas. Era necesario mover estas estructuras cuesta abajo, a través de un gran sorteo, y cuesta arriba hasta las nuevas ubicaciones. 
Fueron necesarios varios días para trasladar algunos de los edificios. Los edificios más grandes se cortaron en secciones y se trasladaron sección a sección. Se necesitaron 60 caballos para mover sólo una sección del antiguo hotel. El palacio de justicia y la oficina de correos permanecieron en el casco antiguo hasta junio de 1909, cuando Nueva Ulises fue declarada oficialmente sede del condado. 
El traslado que comenzó en febrero se completó en junio de 1909, cuando todos los residentes con sus casas, casas comerciales y pertenencias se mudaron del casco antiguo. Los habitantes se trasladaron a la nueva ubicación, dos millas y media al oeste, cruzaron el valle de Lakin en el fondo de un valle intermedio y construyeron una nueva ciudad llamada Nuevo Ulises. Más tarde, en 1909, una vez completada la mudanza, los antiguos ciudadanos abandonaron el casco antiguo tal como lo habían encontrado.